# Plassenberg

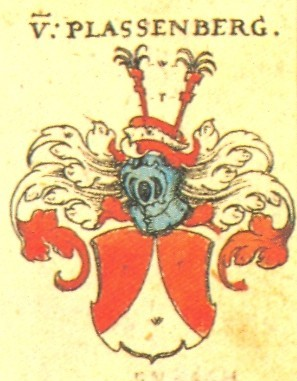
Wappen der Plassenberg

Siegel des Eberhard von Blassenberg, 1305

Siegel des Ulrich von Blassenberg, 1390

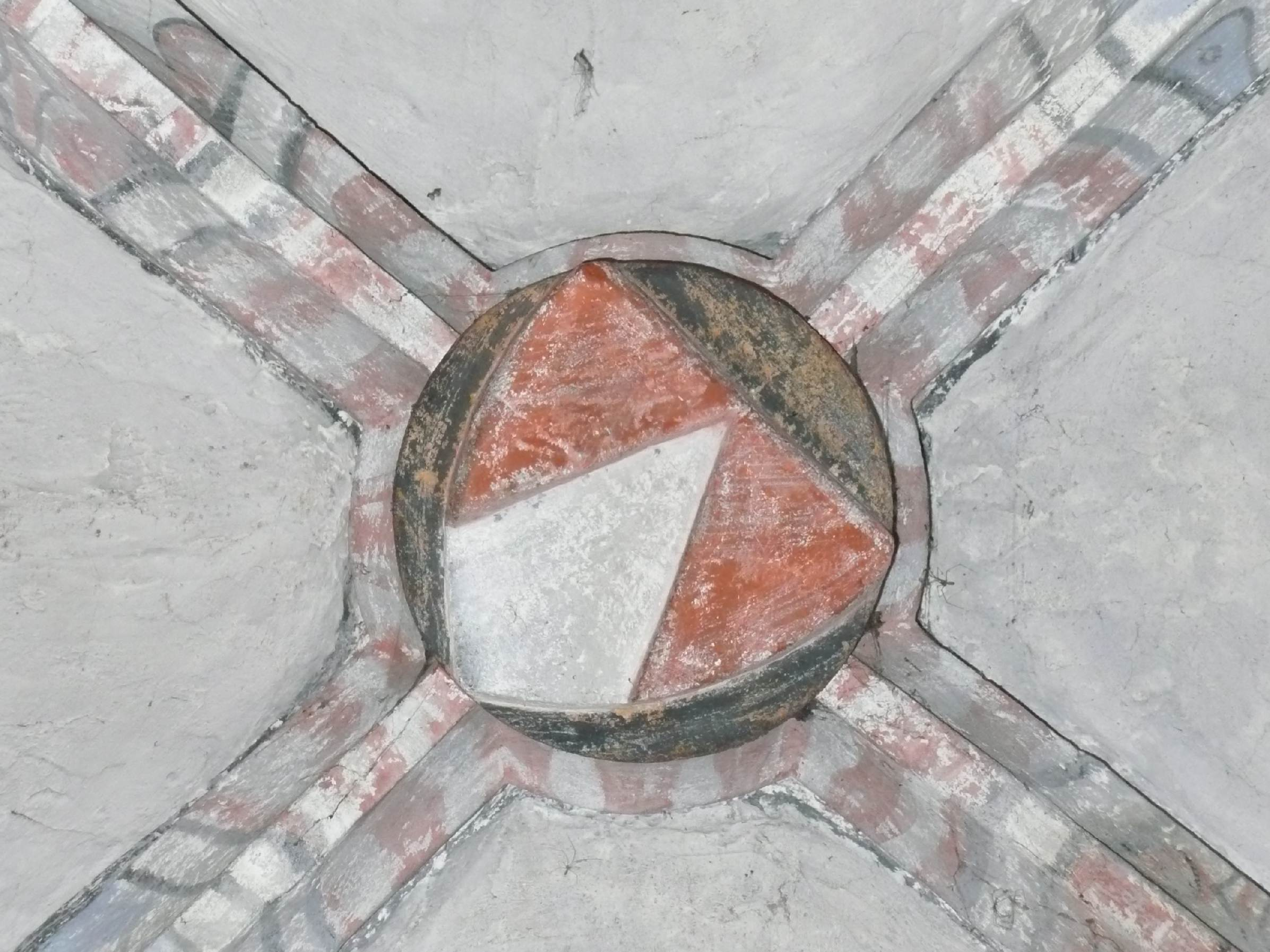
Wappen der Plassenberger in der Ritterkapelle des Klosters Himmelkron

Die Familie von Plassenberg ist ein altes fränkisches Adelsgeschlecht.

## Geschichte

### Herkunft
Die Herren von Plassenberg (auch Blassenberg) zählten zur Ministerialität der Grafen von Andechs und späteren Herzöge von Andechs-Meranien und nannten sich nach ihrem Dienstsitz, der Plassenburg ob Kulmbach. Gleich in den beiden um 1158 ausgefertigten Ersterwähnungsurkunden treten sechs verschiedene Ministerialen von Plassenberg auf: „Gundeloh“ und seine beiden Söhne „Gundeloh und Friedrich“, „Nentwich von Blassenberc“ und sein Sohn „Eberhard“ sowie „Otgoz von Blassenberc“. Die gängige, von Franz Karl und Erich von Guttenberg geprägte Forschungsmeinung unterscheidet zwei ursprünglich nicht stammverwandte Linien: die Plassenberger mit dem Rosensiegel und die Plassenberger mit vertiefter Spitze im Siegelbild. Diesem Konstrukt setzt Klaus Rupprecht eine neue These entgegen: „Als Familien, die später eine Spitze im Wappen tragen, tauchen zur Zeit der Herzöge von Andechs-Meranien als Ministerialen die Künßberg, die Weidenberg und die Bayreuth auf. Es ist durchaus denkbar, dass nicht sie – wie die beiden Forscher aus dem Hause Guttenberg darstellen – vom Plassenberg-Nentwich-Stamm abstammen, sondern dass ein Zweig von ihnen, aus Besitzgründen wohl vornehmlich die Weidenberg, als Nachfolger der Plassenberg mit der Rose, die den Andechs-Meranischen Erbfolgekrieg zur Verselbstständigung und zu zeitweiligem Frontwechsel genutzt hatten, unter den Grafen von Orlamünde als Burgmannen auf der Plassenburg eingesetzt wurden und sich dann ebenfalls nach ihrer neuen Dienstburg von Plassenberg nannten.“

### Rosensiegel
Die Plassenberger mit dem Rosensiegel nahmen unter den fränkischen Ministerialen der Andechs-Meranier eine hervorgehobene Stellung ein. Eberhard I. von Plassenberg war von 1207 bis 1217 iudex provinicialis, also Landrichter und damit Stellvertreter seines herzoglichen Herrn im Radenzgau. In diesem Amt folgte ihm sein Sohn Friedrich III., der von 1223 bis 1231 als Richter erschien, und dem 1218 und 1221 der Beiname dives, also der Reiche, beigelegt wurde. Unter dem letzten Andechs-Meranier Otto VIII. hatte Willebrand von Plassenberg, Friedrichs Sohn, das Truchsessenamt am herzoglichen Hof inne. Vor der Mitte des 13. Jahrhunderts teilte sich das Geschlecht der Plassenberg mit dem Rosensiegel: 1239 bzw. 1244 erschienen die Söhne Ramungs von Plassenberg, Albert und Ramung, erstmals mit dem Beinamen galliculus. Der Beiname Henlin oder Henlein wurde für ihre Nachkommen gewissermaßen zum Familiennamen.

### Stammland
Der älteste Besitz der Plassenberger wird dort zu vermuten sein, wo beide Stämme gemeinsam begütert waren. Dieser Besitz konzentrierte sich im Bereich um Kulmbach, in östlicher Richtung mit Streubesitz bis nach Kupferberg und in westlicher Richtung bis zur alten würzburgischen Urpfarrei Melkendorf. Bei Melkendorf, über dem Zusammenfluss von Weißem und Rotem Main, ist auch der wahrscheinliche Stammsitz der Plassenberger mit dem Rosensiegel zu finden: das Schloss Steinenhausen.
Wohl bereits dem andechs-meranischen Truchsessen Willebrand von Plassenberg war es um die Mitte des 13. Jahrhunderts gelungen, von den Walpoten einen kleinen, aber nahezu geschlossenen Herrschaftskomplex bei Untersteinach zu erwerben, in dem sein Enkelsohn Eberhard III. um 1315 die Burg Guttenberg errichtete. Damit wurde er zum Stammvater der heutigen Freiherrn von und zu Guttenberg.
Veit Henlein, der 1475 bzw. 1487 von den Markgrafen zu Brandenburg mit dem Burgstall Steinenhausen belehnt worden war, nahm wegen „der gleichen Abstammung, des gleichen Helmes und Schildes mit den Blassenberg-Guttenberg“ den Namen von Guttenberg an. Als „Veyt von Guttenberg, Henlein genannt“, erschien er 1499 zum ersten Mal. Erst nach 1544 verschwand der Beiname Henlein völlig und die Linie hieß von da ab „Guttenberg-Kirchleus“.
Die Blassenberger mit dem Spitzsiegel lassen sich noch bis in den Dreißigjährigen Krieg verfolgen, erloschen jedoch bald nach 1632.

### Eckersdorf

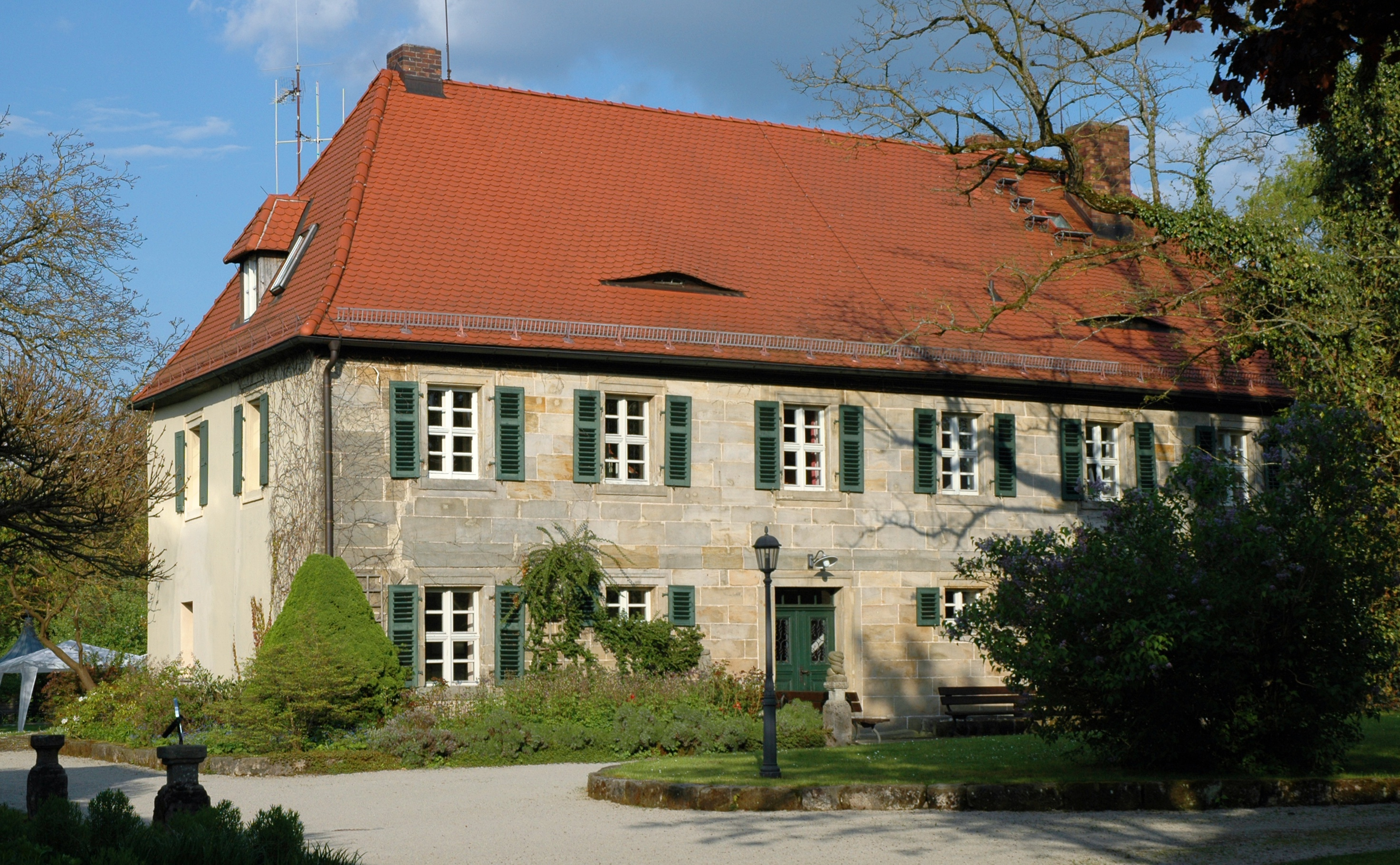
Ehemaliges Jagdschloss der Plassenberger in Oberwaiz, erbaut 1776

Die Herren von Plassenberg erwarben 1420 erste Güter in Eckersdorf, das sie hundert Jahre später vollständig besaßen.
Grabplatten und ein Epitaph in der Kirche in Gleiritsch zeugen ebenfalls vom Adelsgeschlecht der Plassenberger. Gegen Ende des 15. Jahrhunderts (1498) wurde Götz von Plassenberg Hauptmann und Pfleger in Neunburg vorm Wald und Christoph von Plassenberg erhielt 1556 die Stelle eines Landrichters in Amberg.
In Biedermann: Geschlechtsregister, Band 5, Tafel 342 wird
Lorenz von Plassenberg als Landsasse auf „Glayritz“ (heute: Gleiritsch, Gemeinde im Landkreis Schwandorf) genannt. Daneben hatte er weitere Güter in Eckersdorf (Markgraftum Bayreuth) und St. Gilgenberg. Der Besitz des Lorenz von Plassenberg, der neben zwei Töchtern, Margaretha und Sybilla von Plassenberg, vier Söhne hatte, wurde unter seinen Erben Georg Leo, Paulus Lorenz, Götz Siegemund und Christoph Jacob von Plassenberg aufgeteilt. Den letztgenannten „Christoff Jacob von Plassenberg zu Gleuratsch“ erwähnte erstmals 1550 ein Landsassenregister. Am 25. September 1559 belehnte ihn Kurfürst Friedrich III. von der Pfalz „mit dem burklein Plassenberg und näher bezeichneten dazugehörigen Gütern“. Vier Grabplatten in der Expositurkirche Maria Magdalena, Gleiritsch erinnern an das Adelsgeschlecht der Plassenberger.
Nach dem Aussterben der Plassenberger kamen Eckersdorf und Donndorf 1552 an die Herren von Lüchau, bis sie 1757 an das Markgraftum Bayreuth fielen. In der St.-Ägidius-Kirche befinden sich die Grabmale des Hans von Plassenberg von 1511 und der Margarethe von Plassenberg von 1570.

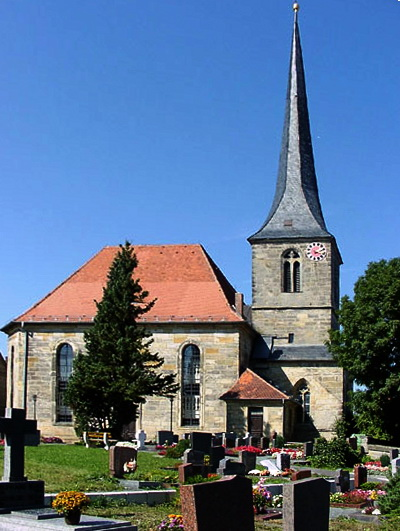
St.-Ägidius-Kirche

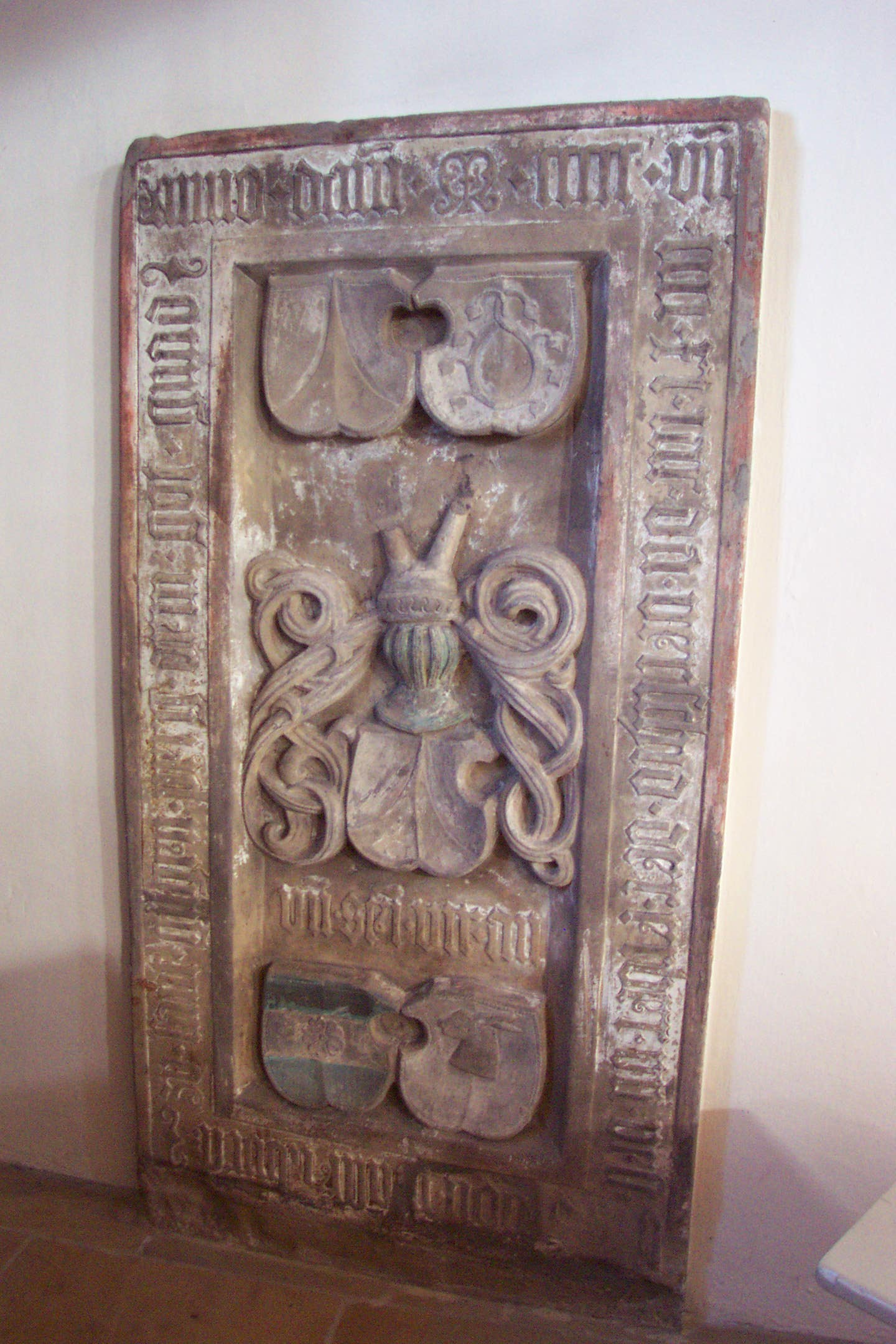
Grabstein für Heinz von Plassenberg
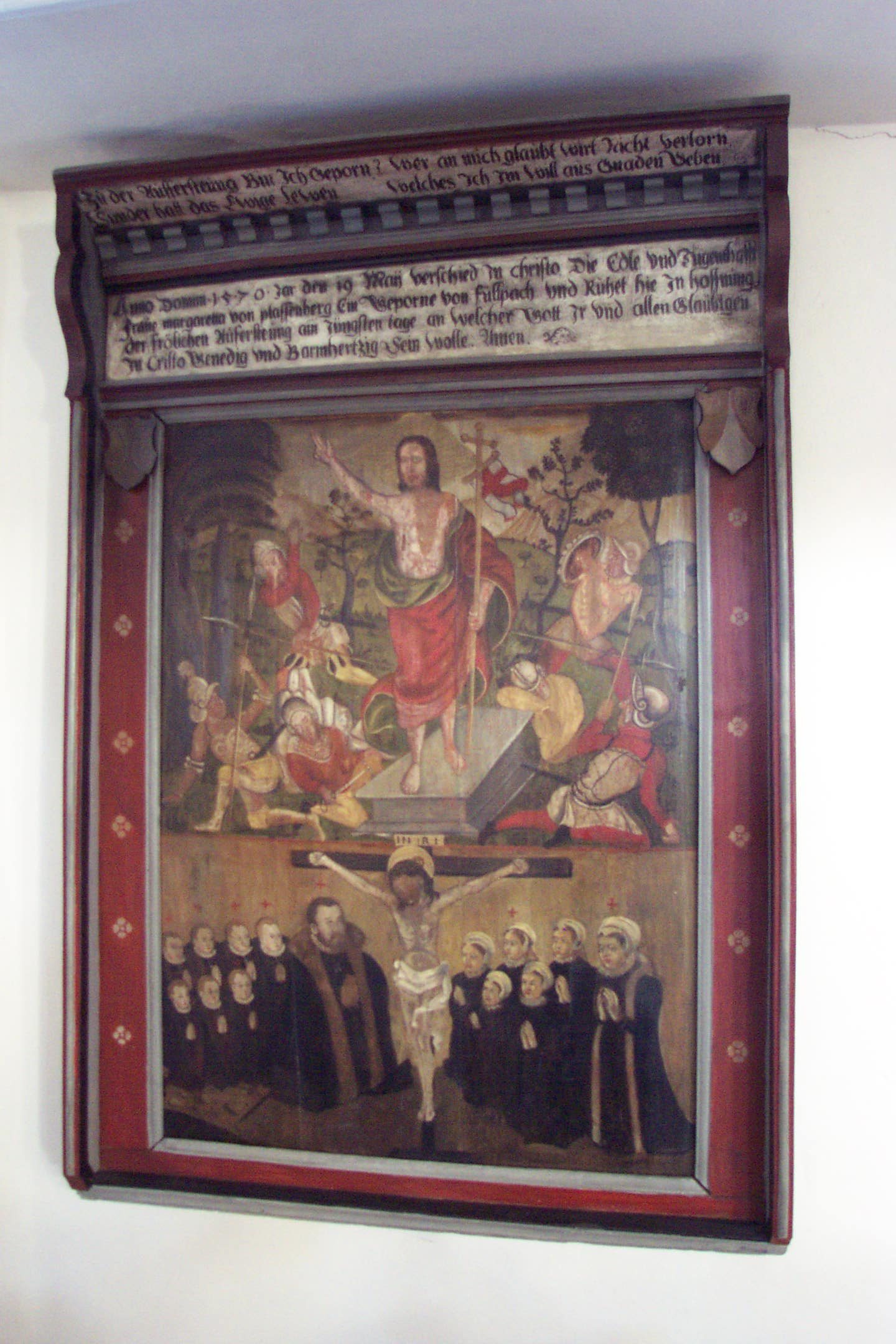
Epitaph für Margarethe von Plassenberg

## Persönlichkeiten
- Adelheid von Plassenberg († 1460), Äbtissin im Kloster Himmelkron
- Johann(Johannes) von Plassenberg († 1566), Deutschordens-Hauskomtur in der Kommende Würzburg

## Wappen
Das Wappen zeigt eine in Silber eingebogene heraldische Spitze (blasser Berg) auf rotem Grund.
Die Gemeindewappen der oberfränkischen Gemeinde Ködnitz im Landkreis Kulmbach sowie der oberpfälzischen Gemeinde Gleiritsch im Landkreis Schwandorf erinnern an die Plassenberger. Da das Geschlecht der Plassenberger lange Zeit die Geschicke der Bürger von Gleiritsch bestimmte, wurde das Wappen der Plassenberger in das Gemeindewappen aufgenommen.

Gemeindewappen von Ködnitz
Gemeindewappen von Gleiritsch